# Palicourea herrerae
Espèce
Statut de conservation UICN

 VU B1+2c : Vulnérable
Palicourea herrerae est une espèce de plantes du genre Palicourea de la famille des Rubiaceae.